# Felony (film)
Pour les articles homonymes, voir Felony.
Pour plus de détails, voir Fiche technique et Distribution.
Felony est un thriller australien réalisé par Matthew Saville et coproduit, écrit et interprété par Joel Edgerton, sorti en 2013.

## Synopsis
Deux policiers se déchirent pour savoir s'ils doivent dénoncer leur collègue, responsable d'un tragique accident.

## Fiche technique
- Titre original : Felony
- Titre français : Criminel[2]
- Réalisation : Matthew Saville
- Scénario : Joel Edgerton
- Direction artistique : Sophie Nash
- Décors : Karen Murphy
- Costumes : Joanna Mae Park
- Photographie : Mark Wareham
- Montage : Geoff Hitchins
- Musique : Bryony Marks
- Production : Michael Benaroya, Rosemary Blight et Joel Edgerton
- Sociétés de production : Benaroya Pictures, Blue-Tongue Films, Goalpost Pictures et Screen Australia
- Sociétés de distribution : Village Roadshow (Australie)
- Budget :
- Pays d’origine : Australie
- Langue originale : anglais
- Format : couleur - 2,35:1 - 35 mm - son Dolby Digital
- Genre : Thriller
- Durée : 105 minutes
- Dates de sortie :
  -  Canada : 10 septembre 2013 (Festival international du film de Toronto 2013)
  -  Australie : 28 août 2014

## Distribution
- Tom Wilkinson : le détective Carl Summer
- Joel Edgerton : Malcolm Toohey
- Jai Courtney : Jim Melic
- Melissa George : Julie Toohey
- Sarah Roberts : Ankhila Sarduka
- Rob Flanagan

## Distinctions

### Nominations et sélections
- Festival international du film de Toronto 2013 : sélection « Special Presentations »
- Festival du film de Newport Beach 2014
- Festival du film de Montclair 2014
- Festival international du film de Louisiane 2014